# Blue Monday 1988
Blue Monday 1988 är en singel av New Order från 1988. Singeln är en officiell remix av den story hitlåten Blue Monday från 1983. Ytterligare en officiell singel med en version har släppts av New Order, Blue Monday-95. Blue Monday 1988 nådde som bäst tredjeplatsen på den brittiska singellistan. Remixen gjordes av Quincy Jones och John Potoker.

## Låtlista
1. "Blue Monday 1988"  	4:09
2. "Beach Buggy"  	4:18